# Stora Kopparbergs bergslag

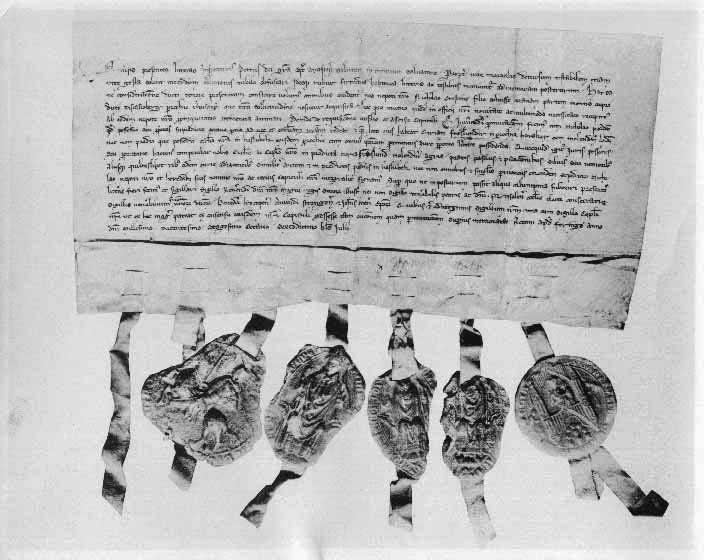
Anteilsschein über ein 1/8 der Stora Kopparberg Kupfermine aus dem Jahr 1288

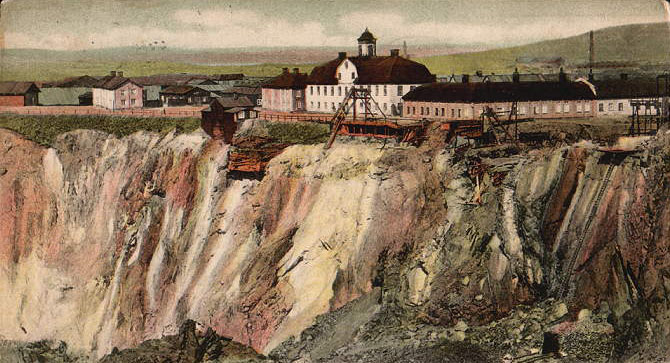
Kupfergrube in Falun um 1907

Stora Kopparbergs bergslag (später auch Stora Kopparbergs Bergslags Aktiebolag) war ein Bergbauunternehmen. Es wurde am 16. Juni 1288 zum ersten Mal urkundlich erwähnt. Seinen Sitz hatte das Unternehmen in Falun, Schweden. Es handelte sich um eine Gesellschaft, die zumindest im Mittelalter das Bergwerk von Falun ausbeutete.
1998 fusionierte das Unternehmen mit dem finnischen Unternehmen Enso und firmiert heute unter dem Namen Stora Enso.